# 第3回極東選手権競技大会
第3回極東選手権競技大会（だい3かいきょくとうせんしゅけんきょうぎたいかい）は、1917年5月8日から12日まで、日本の東京市で開催された極東選手権競技大会である。前回大会から自転車競技が除かれ、8競技が実施された。
会場は、東京市芝区芝浦の埋立地（現・東京都港区海岸2丁目、日の出桟橋付近）だった。
日本はこの大会で、フィリピンと中国を抑え、総合優勝を果たした。

## 参加国・地域
- 中華民国
- 米領フィリピン
- 日本

## 実施競技
- 陸上競技（詳細）
- 野球（詳細）
- バスケットボール
- 飛込
- サッカー
  - 第3回極東選手権競技大会のサッカー競技 日本対フィリピン - 日本代表の国際試合最多失点試合
- 競泳
- テニス
- バレーボール

## ギャラリー
- 開会式における名誉会長大隈重信による開会の辞
- 競泳220ヤードの決勝
- バレーボール 中国対フィリピン
- 10マイルマラソンのスタート
- 25マイルマラソン 品川八ツ山鉄橋
- 120ヤードハードル決勝
- バスケットボール 中国対フィリピン
- 野球 日本対フィリピン